# Comprimit

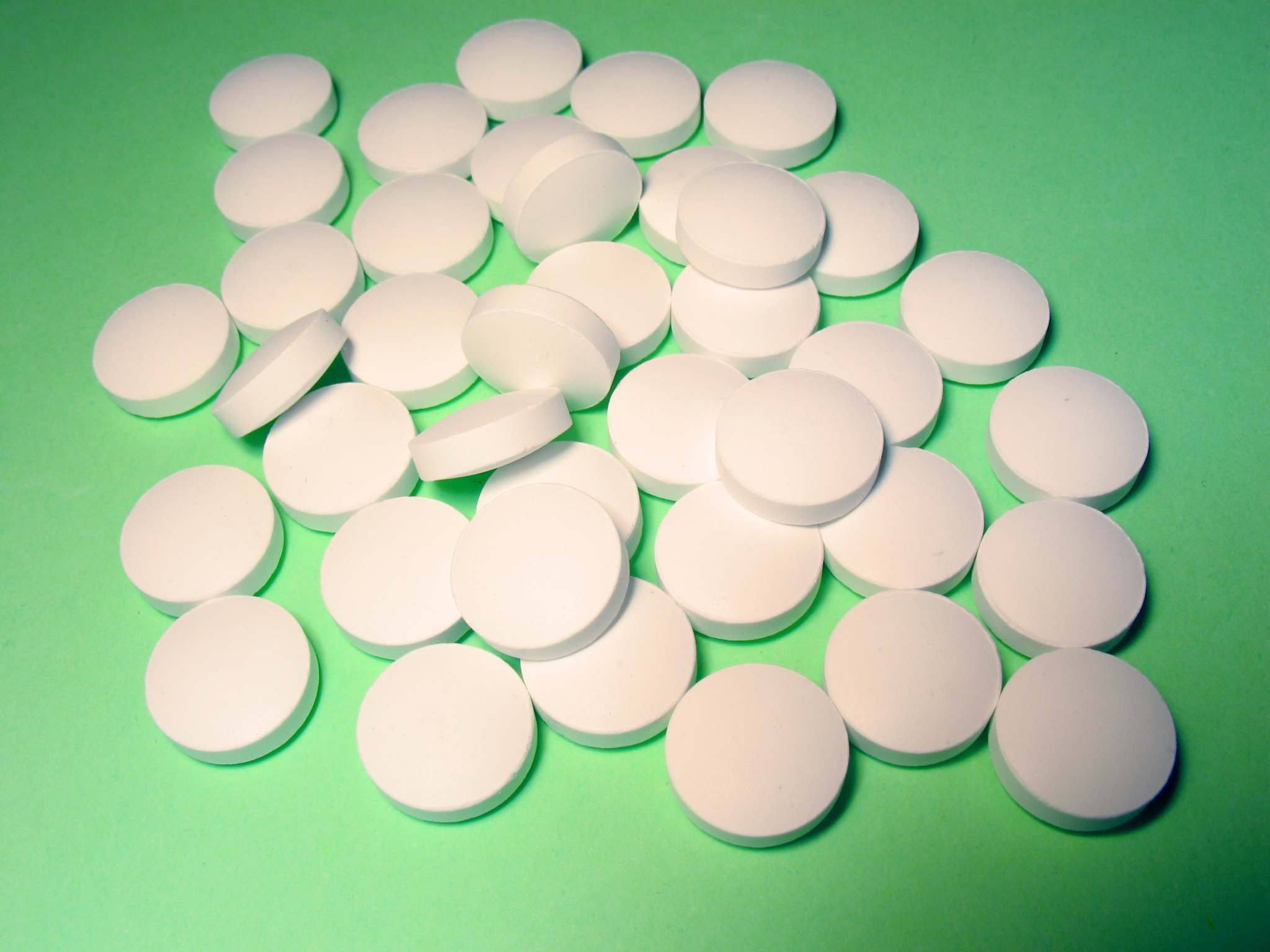
Comprimits rodons.

Un comprimit és una forma farmacèutica sòlida que conté un o diversos principis actius amb activitat terapèutica i excipients, formulat en grandària i forma per a un adequat ús. S'obtenen aglomerant, per compressió, un volum constant de partícules. Tenen grans qualitats d'emmagatzematge i seguretat de dosi per a l'ús del pacient.
Un comprimit pot ser formulat per oferir una dosificació exacta en un lloc específic, generalment es prenen per via oral, però poden ser administrats per via sublingual, rectal o vaginal.

## Formulació
En el procés de compressió és important que tots els ingredients estiguin prou secs, en pols o grànuls, amb una mida de les partícules uniforme, i que flueixin lliurement. Mescles de pols diferent grandària de partícules poden separar-se durant les operacions de fabricació, a causa de diferents densitats, la qual cosa pot resultar en comprimits pobres en principi actiu, o que aquest últim no es distribueixi uniformement. Mitjançant la granulació podem evitar això. La uniformitat de contingut permet que la mateixa dosi de principi actiu es lliuri amb cada comprimit.
Són rars els casos en què el comprimit es compon només de principi actiu. La major part de les formulacions inclou excipients. Normalment, s'inclou un diluent-lligant per ajudar a mantenir la forma del comprimit i donar-li força. Una àmplia varietat de diluent-lligant es poden utilitzar, algunes comunes com la lactosa, el fosfat de calci dibàsic, la sacarosa, el midó de blat de moro, la cel·lulosa microcristal·lina, polivinilpirrolidona (polímer de povidona) i cel·lulosa modificada (per exemple, hidroxipropilmetilcelulosa i Hidroxietilcelulosa).
Sovint, també és necessari un desintegrant per ajudar a la dispersió del comprimit un cop ingerit, l'alliberament del principi actiu per a la seva absorció. Alguns diluents-lligants, com el midó i la cel·lulosa, també són excel·lents desagregants.
També s'agreguen generalment petites quantitats de lubricants. Els més comuns d'aquests són el estearat de magnesi i el estearat de calci.

## Història
Es creu que les píndoles daten del voltant de l'any 1.500 aC. Les receptes mèdiques anteriors, com les del 4.000 aC., eren per a preparacions líquides en lloc de sòlides. Les primeres referències de les píndoles van trobar-se en papirs de l'antic Egipte i contenien massa de pa, mel o greix. Els ingredients medicinals, com ara pols de plantes o espècies, es barrejaven i formaven a mà per fer petites boletes o pastilles.
A l'antiga Grècia, aquests medicaments es coneixien com a katapotia ("alguna cosa per empassar"), i l'erudit romà Plini, que va viure entre el 23 i el 79 dC., va ser el primer a nomenar el que ara anomenem píndoles, anomenant-les pilula.
Les píndoles sempre han estat difícils d'empassar i s'han fet esforços durant molt de temps per fer-les més fàcils d'empassar. A l'època medieval, les persones recobrien les píndoles amb substàncies vegetals relliscoses. Un altre mètode, utilitzat en data tan recent com el segle xix, era daurar-los en or i plata, encara que això sovint significava que passarien pel tracte digestiu sense cap efecte. Als voltants del 1800, es van inventar el recobriment de sucre i el recobriment de gelatina, igual que les càpsules de gelatina.
El 1843, al pintor i inventor britànic William Brockedon se li va atorgar una patent per a una màquina capaç de "donar forma a píndoles, pastilles i plom negre mitjançant pressió en encunyats". El dispositiu era capaç de comprimir pols en una tauleta sense fer servir adhesiu.

## Avantatges i inconvenients

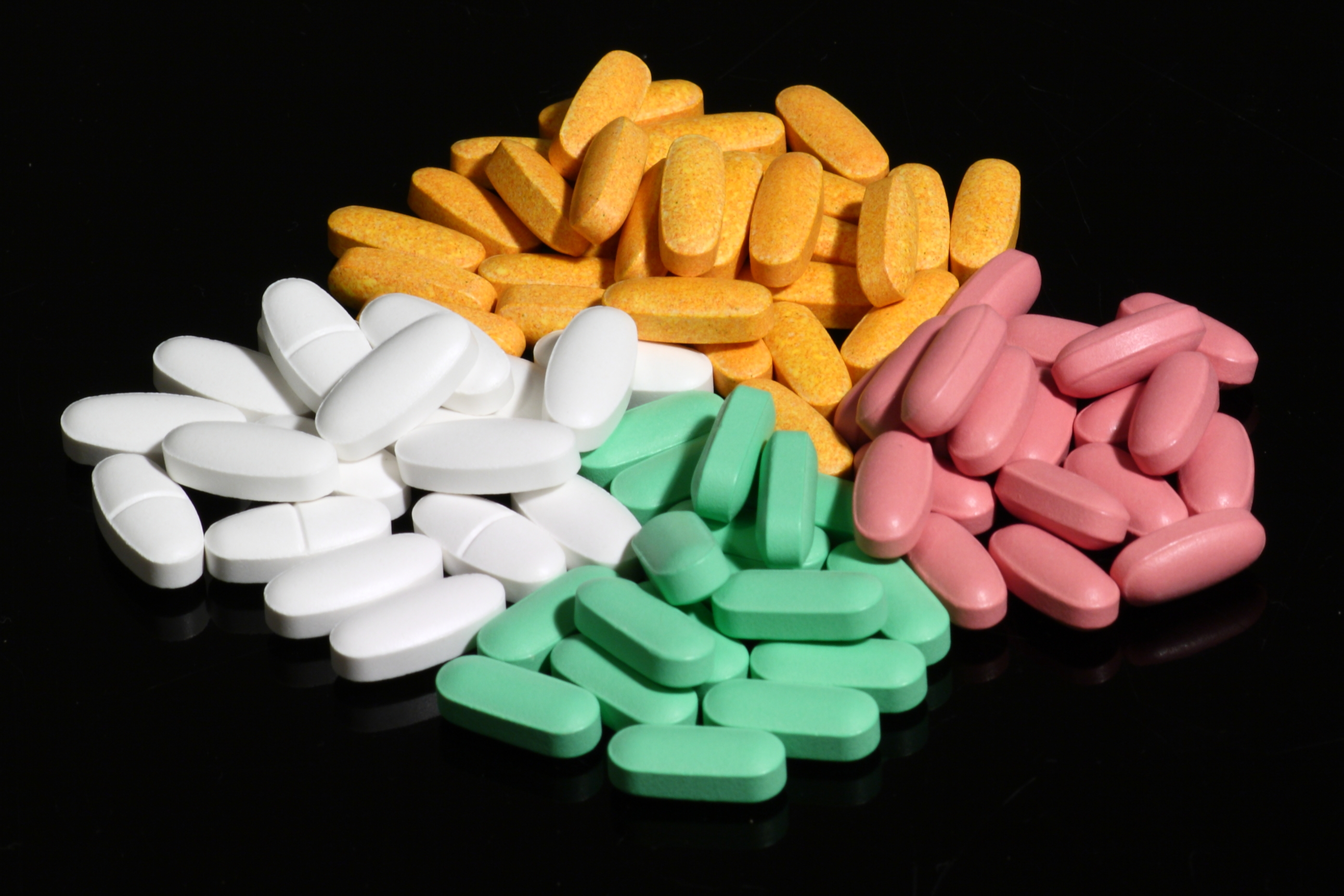
Variacions en el disseny de comprimits.

Els comprimits són simples i fàcils d'utilitzar. Proporcionen una dosi exactament mesurada d'ingredient actiu en un envàs portàtil còmode, i poden ser dissenyats per protegir els medicaments inestables o dissimular els ingredients difícils de digerir. Revestiments de color, marques en relleu i impressió es poden utilitzar per ajudar el reconeixement de comprimits. Diferents processos i tècniques de fabricació poden proporcionar als comprimits propietats especials, com per exemple, comprimits d'alliberament sostingut o formulacions de ràpida dissolució.
Alguns medicaments poden ser inadequats per a l'administració per via oral. Per exemple, fàrmacs de proteïnes com la insulina poden ser desnaturalitzats pels àcids de l'estómac. Aquests fàrmacs no es poden administrar en forma de comprimits.
Alguns medicaments poden ser desactivades pel fetge quan es porten allí des del tracte gastrointestinal per la vena porta hepàtica (l' "efecte de primer pas"), que els fa inadequats per a l'ús oral. Els medicaments que es poden prendre per via sublingual s'absorbeixen a través de la mucosa oral, de manera que eviten el fetge i són menys susceptibles a l'efecte de primer pas. La biodisponibilitat oral d'alguns fàrmacs pot ser baixa a causa d'una mala absorció en el tracte gastrointestinal. Tals medicaments poden necessitar ser administrats en dosis molt altes o per injecció. Per als medicaments que requereixen acció ràpida, o que tenen greus efectes secundaris, la via oral pot no ser adequada. Per exemple, el salbutamol, utilitzat per tractar problemes en el sistema pulmonar, pot tenir efectes sobre el cor i la circulació si es pren per via oral, aquests efectes es redueixen considerablement per la inhalació de dosis més petites directament en el lloc actiu.

## Tipus
La compressió de partícules és el que defineix la seva naturalesa. No obstant això, les diferents formes d'administració fan que puguem distingir diversos tipus de comprimits:
1. Comprimits no recoberts: obtinguts per simple compressió. Estan compostos pel fàrmac i els excipients (diluents, aglutinants, desagregants, lubrificants).
2. Comprimits de capes múltiples: obtinguts per múltiples compressions amb el que s'obtenen diversos nuclis superposats, amb diferent compactació en cada un d'ells. Aquest tipus de comprimits s'utilitza bé per administrar dos o més fàrmacs incompatibles entre si, o bé per obtenir una acció més perllongada d'un d'ells. Altres vegades, es pretén administrar un sol fàrmac, però compactats en nuclis concèntrics de diferent velocitat d'alliberament.
3. Comprimits recoberts o dragees: el recobriment serveix per a protegir el fàrmac de la humitat i l'aire, així com per emmascarar sabors i olors desagradables. Químicament, el recobriment pot ser de sucre o d'un polímer que es trenca en arribar a l'estómac.
4. Comprimits amb coberta gastroresistent o entèrica: resisteixen les secrecions àcides de l'estómac, disgregant finalment a l'intestí prim. Es fan servir per protegir fàrmacs que alteren pels sucs gàstrics o per protegir la mucosa gàstrica de fàrmacs irritants.
5. Comprimits d'alliberament controlat: són sistemes que exerceixen un control sobre l'alliberament del principi actiu en l'organisme. Segons el tipus de sistema podem triar el lloc d'alliberament del principi actiu (sistemes flotants o mucoadhesius) o el ritme a la qual s'allibera. Entre aquests últims tipus, el més popular és l'anomenat sistema ORS o Microbomba osmòtica. Aquest sistema està constituït per un reservori que conté el fàrmac, format per un nucli sòlid amb capacitat osmòtica. Envoltant el reservori existeix una membrana semipermeable que permet el pas de l'aigua procedent de l'exterior del sistema. Quan el comprimit entra en contacte amb el suc gastrointestinal, la penetració de l'aigua produeix la dissolució del nucli osmòtic i la sortida del medicament per un orifici o zona d'alliberament. La mida del porus de la membrana semipermeable condicionarà la major o menor entrada d'aigua i, per tant, la velocitat d'alliberament del principi actiu.
6. Comprimits efervescents: s'obtenen per compressió d'un granulat de sals efervescents, generalment un àcid, com l'àcid cítric, i un àlcali com l'hidrogencarbonat de sodi. Aquestes substàncies, en contacte amb l'aigua, originen diòxid de carboni que va descomponent la massa del comprimit i alliberant el principi actiu.
7. Comprimits bucals: són comprimits destinats a dissoldre íntegrament a la boca, a fi d'exercir una acció local sobre la mucosa. S'administren així fàrmacs antifúngics (amfotericina B), antisèptics (clorhexidina), antiinflamatoris (succinat d'hidrocortisona) o estimuladors de la salivació (clorat potàssic).